# Rubén Martín (escritor)
Rubén Martín (Granada, España, 1980) es un poeta y traductor español en lengua castellana.

## Trayectoria literaria
Nacido en 1980 en Granada (España), provincia donde actualmente reside y trabaja como profesor de secundaria, su primera publicación fue la plaquette Interferencias y otros poemas (Asociación Cultural La Tertulia, 2003). Algunos de los poemas recogidos en ella formarían parte de Radiografía del temblor, su primer libro, que ganó el premio principal del certamen Andalucía Joven del Instituto Andaluz de la Juventud en 2006 y fue editado en 2007 por la editorial Renacimiento.
En abril de 2009 inició el blog personal Un cuerpo extraño, que mantuvo una intensa actividad durante sus primeros años, con artículos sobre arte, música y literatura, reseñas de poesía contemporánea y traducciones de autores como Elizabeth Bishop, Arthur Rimbaud, Rainer Maria Rilke, Anne Sexton o William Butler Yeats, siendo las más numerosas las de Emily Dickinson. Su trabajo sobre esta poeta estadounidense, que según el propio Martín se remontaba a comienzos de la década, vio la luz en 2010 como una antología titulada Poemas a la muerte (Bartleby Editores), de la cual fue responsable de su traducción, selección y prólogo. Ese mismo año la editorial Alea Blanca publicó Locos de altar, con textos de Rubén Martín, Begoña Callejón y Leopoldo María Panero, con motivo de una visita de este autor a Granada.
A partir de esas fechas alternó su proyecto de traducción de Jorie Graham, que cristalizaría en Rompiente (2014) y Deprisa (2020, en colaboración con Antonio F. Rodríguez, ambos en Bartleby), con colaboraciones asiduas en diferentes revistas, como Shangrila, Quimera o Kokoro. Esta última, una publicación digital barcelonesa coordinada por Lola Nieto, Antonio F. Rodríguez y Laia López Manrique que constituyó un referente para las poéticas alejadas del mainstream literario español, es de especial importancia para rastrear la evolución estética de Martín: en ella publicó, además de textos ensayísticos y traducciones, las extensas composiciones ‘Fármaco (un tríptico)’ y ‘Borradores de un poema en reacción a Anticorps, de Antoine d’Ágata’, que constituirían dos de las cinco secciones de su segundo poemario, Sistemas inestables (Bartleby, 2015).
En 2017 fue invitado al International Poetry Festival de Sibiu; con motivo de esta participación, una amplia selección de sus poemas se tradujo al inglés y al rumano. Durante estos años colaboró en varias publicaciones colectivas, entre las que destacan Voz vértebra: antología de poesía futura (Kokoro Libros, 2017) y el homenaje a Federico García Lorca Poeta en Nueva York. Poetas de tierra y luna (Karima, 2018).
Su tercer libro, Nihiloma (Liliputienses, 2020), fue publicado durante el confinamiento de la pandemia de COVID-19, pese a lo cual recibió una notable atención por parte de la crítica especializada.
Sus poemas han formado parte de antologías como Poesía por venir (Renacimiento, 2004), Andalucía poesía joven (Plurabelle, 2004), De la nieve al trigo (Calambur, 2020) o Desobediencia (El Sastre de Apollinaire, 2020).

## Estilo, temática e influencias
La obra de Rubén Martín ha sido calificada por la doctora en Filología Hispánica Remedios Sánchez como una «poesía divergente» dentro de las corrientes de su entorno cultural, junto a autores como Luis Melgarejo, Begoña Callejón, Raúl Quinto o Mónica Francés: «una poesía muy heterogénea que funciona al margen de las editoriales comerciales y que experimenta con los límites del lenguaje sin dejar de comprometerse con la realidad», que en el caso de Martín operaría como «una lucha sin cuartel contra el tiempo, contra el espacio y, esencialmente, contra los límites que impone el lenguaje poético». En sus entrevistas, el autor ha mostrado un rechazo explícito al confesionalismo y a la llamada poesía de la experiencia, predominante en la Universidad de Granada durante sus años de formación:

Para mí no existe mucha diferencia entre cartografiarse el ombligo en prosa mal cortada o en endecasílabos salpicados de guiños a Machado o Gil de Biedma. La literatura, de este modo, se convierte en poco más que en propaganda del ego de su autor (…). Mi apuesta, y la de los contemporáneos que más admiro, trata de cuestionar la comunicación poética tradicional: no ofrecer un espejo que devuelva la imagen que el lector quiere ver (su propio rostro y las “grandes verdades” y tópicos consabidos), sino uno que pueda ser atravesado para acceder a un mundo de incertidumbre y asombro. Nuestro mundo, al fin y al cabo.

Así, después de su ópera prima Radiografía del temblor (2007), un libro que fue descrito por el jurado del Premio Andalucía Joven como «una lectura de lo tradicional desde un afán de ruptura»y que en palabras del propio autor respondía a su necesidad de «pagar la deuda con la tradición», su trabajo evolucionó con Sistemas inestables (2015) hacia un cuestionamiento radical de las convenciones heredadas de la lírica, como el ‘yo poético’ o la búsqueda de la empatía del lector. En este sentido, Eduardo Moga ha señalado que en su poesía de madurez la identidad, el lenguaje y el cuerpo se convierten en realidades conflictivas, plagadas «de espacios inexplorados, de orificios, grietas y simas», lo que mueve al autor a dislocar el texto mediante neologismos, tachaduras, palabras descompuestas en étimos y otros procedimientos de logofagia con el objetivo de «alcanzar otro realismo». La multiplicidad del “yo” también ha sido destacada por el crítico de arte Pedro Alberto Cruz (para quien Sistemas inestables es «una de las piezas maestras de la nueva poesía en castellano»), al describir la obra de Martín como «un ejercicio de poliperspectividad cubista por entero fascinante».
Estos rasgos se hacen más explícitos en Nihiloma (2020), donde no existe un único hablante sino una multitud de voces —conectadas a través de Internet— que se interrumpen unas a otras, proceso que se refleja visualmente en la página mediante estallidos de interferencias y signos ilegibles. Debido a estas características, Marco Antonio Núñez y Óscar de la Torre han considerado a Ruben Martín como representante (junto a Lola Nieto y Julio César Galán) de una corriente denominada “poesía non-finito”, una estética de lo inacabado y fragmentario donde el lector se convierte en cocreador de la obra literaria.
Respecto a la temática de sus libros, Vicente Luis Mora situó tempranamente a Martín como un autor influido por J. G. Ballard, con motivos comunes como «la desconfianza hacia la ciudad como núcleo humano afectivo y acogedor; la denuncia de la videovigilancia y la deshumanización técnica, y la conversión socioeconómica de los seres humanos y sus cuerpos en máquinas productivas». Este carácter distópico ha sido también señalado por Alberto García-Teresa y Luis Bagué Quílez a propósito de Nihiloma, donde se produciría una desintegración de la conciencia individual a través de la aceleración tecnológica y la saturación informativa.
Los estados alterados de conciencia y los efectos del abuso del biopoder sobre el cuerpo y la psique son temas recurrentes en su escritura. La dificultad de verbalizar estas experiencias conduce a dialogar con otras obras artísticas (cuadros de Mark Rothko o Manuel Millares, piezas musicales de Merzbow o Diamanda Galás), convirtiendo la écfrasis en una necesidad expresiva. El léxico de lo orgánico y lo biológico, con numerosos tecnicismos científicos, es abundante en sus poemas, en los que el propio Martín ha reconocido la influencia del body horror de cineastas como David Cronenberg.
Otras fuentes de inspiración de su poesía mencionadas por el autor son el cine de Andrei Tarkovsky y Stan Brakhage, la música de Iannis Xenakis y Morton Feldman, la pintura de Anselm Kiefer y los expresionistas abstractos, y las obras literarias de Paul Celan, Chantal Maillard y William Burroughs.

## Otras disciplinas artísticas
Rubén Martín y Begoña Callejón son los responsables del proyecto de música electrónica Máquina Líquida, cercano al género del spoken word, con Anne Clark, Front 242 o Throbbing Gristle como influencias reconocidas. El dúo publicó el EP Alcasseriana (2016), incluido dentro del libro homónimo de la editorial Antipersona sobre los crímenes de Alcàsser.
En sus recitales ha colaborado con músicos como Primo Gabbiano, Dal Verme o Alejandro Morales, y junto a la mencionada Callejón, el multinstrumentista Antonio Luis Guillén y la artista visual Rocío Lara formó parte del proyecto multidisciplinar Estufa de Leña Contemporánea, que desde 2016 realizó actuaciones en Granada, Almería, Córdoba y Sevilla.
Junto a A. L. Guillén es coautor del álbum Zenmetsu Nihiloma (2023), donde Martín se encarga de los textos, la voz y su procesamiento. Fue editado por la netlabel Gruppo Ungido.

## Obras

### Libros de autoría individual
- Radiografía del temblor, Sevilla, Renacimiento, 2007. ISBN: 9788484723028.
- Sistemas inestables, Madrid, Bartleby Editores, 2015. ISBN: 9788492799114.
- Nihiloma, Cáceres, Ediciones Liliputienses, 2020. ISBN: 9788412260847.

### Antologías y publicaciones colectivas
- Andalucía poesía joven, Córdoba, Plurabelle, 2004.  ISBN: 9788493387105.
- Poesía por venir, Sevilla, Renacimiento, 2004. ISBN: 9788484721680.
- Locos de altar [coautor junto a Leopoldo María Panero y Begoña Callejón], Granada, Alea Blanca, 2010. ISBN: 9788492710256.
- La vida por delante. Antología de jóvenes poetas andaluces, Sevilla, Ediciones En Huida, 2012. ISBN: 9788493953997.
- Todo es poesía en Granada. Panorama poético (2000-2015), Granada, Esdrújula Ediciones, 2015. ISBN: 9788416485147.
- Alcasseriana. Trece variaciones sobre un horror sostenido [como Máquina Líquida], Madrid, Antipersona, 2016. ISBN: 9788460878759.
- Voz vértebra. Antología de poesía futura, Barcelona, Kokoro Libros, 2017. ISBN: 9788494620331.
- Poeta en Nueva York, Poetas de Tierra y Luna, Valencia, Karima Editora, 2018. ISBN: 9788494613593.
- De la nieve al trigo: antología de poesía granadina (1995-2019), Valencia, Calambur, 2020.  ISBN: 9788483594568.
- Desobediencia, Madrid, El Sastre de Apollinaire, 2020. ISBN: 9788412159028.
- Para decir amor sencillamente, Granada, Diputación Provincial de Granada, 2021. ISBN: 9788478076949.
- Simiente. Antología poética, Almería, Universidad de Almería, 2023. ISBN: 9788413512198.

### Traducciones
- Emily Dickinson, Poemas a la muerte (traducción, selección y prólogo de Rubén Martin), Madrid, Bartleby Editores, 2010. ISBN: 9788492799190.
- Jorie Graham, Rompiente (traducción y prólogo de Rubén Martin), Madrid, Bartleby Editores, 2014.  ISBN: 9788492799695.
- Jorie Graham, Deprisa (traducción y prólogo de Rubén Martin y Antonio F. Rodríguez), Madrid, Bartleby Editores, 2020.  ISBN: 9788412013276.

### Poesía
- Seis poemas de Nihiloma, en XL Semanal.
- Poema “Instalación para seis pantallas” (inédito, 2021).
- Poema “Fármaco / un tríptico” (de Sistemas inestables).
- Fragmentos de “Borradores de un poema en reacción a Anticorps, de Antoine d’Ágata” (de Sistemas inestables).
- Cuatro poemas de Radiografía del temblor.
- Vídeo completo del espectáculo “Ruido Negro (poesía y música)” con Raúl Quinto y Primo Gabbiano, en Llibreria Calders (Barcelona)

### Traducciones
- Poema “El violinista en la ventana”, de Jorie Graham.
- Poema “Guantánamo”, de Jorie Graham.
- Traducciones de Emily Dickinson, H.D., Anne Sexton, Elizabeth Bishop, Adrienne Rich y Jorie Graham.
- Cinco poemas de Emily Dickinson.
- Tres poemas de Anne Blonstein.

### Artículos y ensayos
- «Terror, kitsch y palimpsesto en la poética de Leopoldo María Panero» (originalmente publicado en Quimera, nº 372).
- «Sobrevivir (en) los márgenes: tres incursiones huérfanas» (originalmente publicado en Shangrila, nº 25).